# Álvaro Delgado Ramos
Álvaro Delgado Ramos (Madrid, 19 de juny de 1922 - ibídem, 3 de gener de 2016) va ser un pintor i il·lustrador espanyol. Al llarg de la seva vida artística va desenvolupar amb especial intensitat el gènere del retrat.

## Biografia
Álvaro Delgado Ramos va néixer el 9 de juny de 1922 a Madrid, al Carrer de la Esperanza, molt proper a les places d'Antón Martín i Lavapiés. D'aquests llocs guarda en el seu record imatges molt precises que han quedat reflectides en els paisatges pintats en la seva primera època com "Madrid desde el Manzanares", "El puente de Toledo" o "La ermita de San Isidro". Era el major de dos germans.
Malgrat estar més interessat en la figura i el retrat que en el paisatge, es va apropar al grup de pintors coneguts com a segona Escola de Vallecas, reunits per Benjamín Palencia i Francisco San José, va entrar en l'Escola de Madrid de la qual també va formar part com a protagonista i impulsor. Va ser seleccionat pel IV Saló dels onze organitzats per l'Acadèmia Breu d'Eugeni d'Ors. Aquestes tres experiències són el resultat de la seva visió de l'art: la lluita anti-academicista, la renovació de l'art sense trencar amb la tradició i un acostament a les noves formes d'expressió.
Pintor de paisatges, bodegons i especialment retrats d'un ampli cercle de pintors, crítics d'art i personalitats de la vida cultural espanyola, o de monografies temàtiques, com les seves sèries sobre Los fusilamientos del tres de mayo de Goya (1960), o els camperols de La Olmeda. Amb un traç nerviós i fortament expressionista, Delgado exagera els trets físics i l'ànima del personatge. El gènere del retrat va ser tan decisiu per a ell que li dedicaria el seu discurs d'ingrés en la Reial Acadèmia de Belles Arts de San Fernando en 1974.
En haver pertangut a l'Escola de Madrid, que va suposar una rebel·lia contra els academicistes, es va interpretar en els primers anys de la transició com haver estat compromès amb el franquisme. El fet és que, des de certs sectors de la crítica, li van relacionar amb publicacions falangistes -com la revista falangista Vértice. en la qual ha negat haver col·laborat- error que ha continuat fins als nostres dies i que l'artista ha denunciat insistentment, explicant que per aquella època era encara molt jove i els seus antecedents republicans li aïllaven del món oficial. Álvaro Delgado ha intentat aclarir en diverses ocasions aquestes acusacions de les quals es considera víctima.

### Formació i primers passos
Va iniciar estudis de comerç, en els primers mesos de 1936, en la Societat Econòmica d'Amics del País de Madrid, però en esclatar la Guerra Civil es va veure obligat a abandonar-los per treballar en els magatzems on el seu pare era encarregat.
En conèixer que començaven les classes de l'Escola d'Arts i Oficis, es va matricular en dibuix d'estàtua, disciplina en la qual obtindria el Premi Extraordinari. Posteriorment, es va inscriure a l'Escola Superior de Belles arts de Madrid i entre 1937 i 1939 va assistir als cursos lliures que impartia Daniel Vázquez Díaz, del que prendrà la seva admiració pels nous corrents pictòrics que en aquest moment venien de París, en particular el cubisme, present en la seva primera etapa.
Els estudis realitzats durant la contesa no li van ser convalidats, per la qual cosa Álvaro Delgado es va veure en la necessitat de realitzar una prova d'ingrés en l'Escola de San Fernando, que no va superar. En l'examen teòric havia sostingut que el Greco era millor que Diego Velázquez, alguna cosa imperdonable en l'Acadèmia en aquest moment. Però ell considerava que també va tenir importància el procedir d'una família compromesa amb la causa republicana.

#### L'Escola de Vallecas
Entre 1939-1942 s'involucra en el projecte místic batejat per Benjamín Palencia com El Convivio, experiència que alguns consideren bàsica en la trajectòria artística d'Álvaro Delgado, pel caràcter que va tenir de refugi, impuls i continuïtat en la seva formació una vegada paralitzats els estudis al costat de Vázquez Díaz. Van conformar el grup Gregorio del Olmo, Francisco San José, Carlos Pascual de Lara i Enrique Núñez Castelo, i segons anotava el crític Ramón Faraldo, altres artistes, amb major o menor assiduïtat, s'acostaven al grup: Luis Castellanos, García Ochoa i Cirilo Martínez Novillo. El paisatge castellà dels voltants del Madrid de postguerra espanyola es va constituir en model per a la renovació de l'art, encara que prescindint de bona part de l'avantguardisme de la primera Escola de Vallecas cap a plantejaments més realistes.

#### L'Escola de Madrid
Álvaro Delgado abandona l'aventura vallecana en 1942. En 1945 realitza la seva primera exposició individual en la Galeria Clan. En el mes de novembre d'aquest mateix any, Álvaro Delgado participa en la “Exposició de la Jove Escola madrilenya” en la Galeria Buchholz, origen de la Tercera Escola de Madrid. La mostra agrupava a artistes, en la seva majoria joves d'idees renovadores. Del text escrit al catàleg es desprenen com a notes en comú: ser residents a Madrid i haver realitzat els seus estudis a la ciutat. En elles s'intueix el caràcter vitalista que tant Ramón Faraldo com Álvaro Delgado consideren el fil conductor de l'Escola i el que els uneix a Vallecas.
Tres són els mestres reconeguts unànimement per crítics, historiadors i artistes: Vázquez Díaz, Benjamín Palencia i Pancho Cossío, als quals molts sumen a Gutiérrez Solana. D'ells van aprendre més que un estil, la manera d'enfrontar-se a l'art amb una nova visió. Vázquez Díaz i Benjamín Palencia coincidien en un marcat antiacademicisme, amor a la tradició i en el seu interès per les avantguardes.
Al tercer mestre, Pancho Cossío, Álvaro Delgado li coneix en la postguerra, en les tertúlies que es feien en el cafè Lyón. Els integrants de l'Escola van aprendre d'ell la importància de la tècnica en la pintura i la sensualitat amb què tractava la matèria, tractament amb el qual podien aconseguir diversos efectes, entre ells el sentit intimista, dotant a les seves obres d'un particular lirisme. De Solana prenen la tendència cap a la monocromia. Tots aquests ensenyaments constitueixen els pilars sobre els quals s'assenta "La Jove Escola de Madrid". Les influències d'aquests mestres, que amb el temps es deixen veure clarament, en principi no ho eren tant, ja que el grup presentava un panorama molt heterogeni i eclèctic.
Álvaro Delgado, a proposta de Carmelo Soria, va dur a terme les il·lustracions dels poemes antifranquistes escrits per Eugenio de Nora, recollits en Pueblo cautivo, publicats per la FUE en 1946.

#### Les tertúlies i els primers reconeixements
Álvaro Delgado va freqüentar les tertúlies del cafè Lyón, on es relacionava amb la pintora Menchu Gal i el crític Ramón Faraldo. A través d'ells coneix a Mercedes Gal, amb la qual va contreure matrimoni en 1946.
1947 va ser un any emblemàtic per a Álvaro Delgado. L'impuls vindria de la mà d'Eduardo Llosent, director del Museu d'Art Modern, que li va presentar en el IV Saló dels Onze, de l'Acadèmia Breu de Crítica d'Art i li va obrir les portes perquè realitzés una exposició individual en el Museu d'Art Modern que se celebraria del nou al vint-i-quatre de juny del mateix any. També va participar en l'Exposició de Buenos Aires (Argentina). La mostra va obtenir gran èxit i va ser clausurada per Ramón Gómez de la Serna, en una conferència sobre Solana.
En 1949 va ser becari del Govern Francès a París. Va viure en la Rue Mazarine, núm. 9, barri de Saint Germain, en l'estudi del pintor Marcel Bouissou. Allí, es va deixar conquistar per Picasso i es va acréixer el seu interès per Georges Rouault, André Derain i Paul Cézanne. Aquest mateix any va mostrar per primera vegada la seva obra a Barcelona, en les Galeries Layetanas, i va ser seleccionat per a la Cinquena Exposició Antològica de l'Acadèmia Breu de Crítica d'Art.
La dècada dels cinquanta va suposar per a Álvaro Delgado el reconeixement de la seva obra no solament a nivell nacional, sinó també internacional. En 1950 va repetir exposició en el Museu Nacional d'Art Modern. Camón Aznar i Sánchez Camargo ja van observar els seus dots per al retrat. Fora d'Espanya, va prendre part en el Caire (Egipte) en l'Exposició d'Art Espanyol, i en la "XXV Biennal de Venècia". El 21 de novembre any 1953, va néixer el que serà el seu únic fill. En el plànol artístic va començar a recollir el fruit del seu treball. Va obtenir el Segon Premi de l'Exposició Internacional d'Art Mediterrani, Alacant.
Álvaro Delgado va participar en 1954 en la Biennal d'Art Hispanoamericà de l'Havana, on va guanyar el premi "Ciutat Santiago de Cuba" per la seva obra Màscara. També va participar en les col·lectives de Belles arts celebrades en Buenos Aires i Lisboa.

### Trobada amb l'occident asturià: Navia, 1954-1964
La relació artística d'Álvaro Delgado amb l'occident asturià es va iniciar a través de Luis Álvarez, amo de la Galeria Velázquez a Buenos Aires. Motivat per la calor humana i la bellesa del paisatge, es va instal·lar a partir de l'estiu de 1955 en Navia, on va passar amb freqüència llargues temporades. Resultat d'aquesta experiència és la "Crònica del Navia", en la qual recull a manera d'ecosistema, segons les seves paraules, " paisaje y paisanaje".
En 1955 va obtenir el Gran Premi de pintura en la Biennal d'Art del Mediterrani a Alexandria per l'obra Bodegón (Taberne). A la Biennal s'havien presentat artistes de la talla de Derain, Marc Chagall, i Raoul Dufy, entre d'altres. Aquesta Biennal va ser organitzada per la Direcció general de Belles arts egípcia per celebrar el tercer aniversari de la seva Revolució.
En la dècada dels seixanta, Álvaro Delgado va alternar la seva activitat entre Astúries i Madrid. Els èxits obtinguts li afirmaven en la seva postura figurativa, ara plenament expressionista i de fortes arrels hispàniques. Part de vivències personals que s'han anat gestant en el seu interior -La Guerra Civil espanyola, la postguerra, la Segona Guerra Mundial- i que necessita exterioritzar, per això la seva actitud va a ser de protesta i la seva pintura una espècie de rebel·lió enfront de la violència.
En 1960 va obtenir La Beca de la Fundació March que havia sol·licitat per realitzar quadres de gran format sobre l'obra de Goya que pren com a referent i recrea Los fusilamientos del dos de Mayo.
En 1960 també va triomfar en el VIII Concurs Nacional de Pintura de la Diputació d'Alacant, on va obtenir el Gran Premi i Medalla d'Or. Va aconseguir la Primera Medalla de dibuix en l'Exposició Nacional de Belles arts, celebrada a Barcelona, Palau de Montjuïc, per l'obra Noia. En 1961 va prendre part en la col·lectiva "Peintres Contemporains d´Espagne" (París) i en el XI Saló de Gravat. També va participar en l'homenatge a Madrid en el IV Centenari de la seva Capitalitat, en el qual va obtenir El Gran Premi i Medalla d'Or del Gravat, pel retrat de Miguel de Unamuno. En 1962 va participar en l'I Certamen Nacional d'Arts Plàstiques on va obtenir El Gran premi de dibuix. En 1963 en la VII Biennal de Sao Paulo. En 1964 en la XXXIII Biennal de Venècia; en la Fira Mundial de Nova York, en l'exposició va participar en la col·lectiva "Vint-i-cinc pintors espanyols a Roma". Aquest mateix any, va ressorgir amb força el tema religiós, Álvaro Delgado, va començar la seva marxa en aquest gènere en l'estudi de Navia. Per realitzar-ho va prendre com a models a captaires que trobava als carrers d'Oviedo, amb això pretenia humanitzar el tema, presentant als deixebles de Crist tal com eren, com a humils pescadors.

### Retrobament amb Castella: La Olmeda, 1965-1975
En 1965 Álvaro Delgado s'estableix en la Vila de la Olmeda de las Fuentes, situada al SE de la Comunitat de Madrid. Es va veure sorprès per la bellesa que presentava el caseriu al voltant de la torre de l'església, projectat sobre turons en els quals destacaven tomillars. La vila passava per un moment crític, l'èxode rural havia disminuït la població del lloc. Álvaro Delgado es troba amb una zona detinguda en el temps, on la mecanització no havia fet la seva presència; un paisatge verge, gents rústiques, immunes al temps. Per a l'artista suposaria una font inesgotable d'inspiració, que el va ajudar a afermar-se en un expressionisme que venia projectant des d'inicis de la dècada. D'altra banda, havia passat molt temps a Astúries, ho veia tot verd i algunes vegades negre. Necessitava mirar un cel de blaus intensos, sentir la calor sufocant de l'estiu. Així és com inicia el seu “Crónica de la Olmeda”, que igual que la “Crónica del Navia” recull “paisaje y paisanaje”.
En 1965 vas agafar a la Primera Biennal d'Art Contemporani de París. En 1966 presenta els seus estudis sobre els Afusellaments de la Moncloa a Santander, Galeria Sud. Reconeixent la seva labor divulgadora, en 1978, l'Ajuntament de la Olmeda, acorda posar un carrer al seu nom. I aquest mateix any es va publicar el llibre de Nicolás Dorado, Crónicas del Guarda Mayor, editat per Gràfiques Ellacuría, (Bilbao, 1968) les il·lustracions de les quals recullen les litografies de la sèrie "Bichos para matar".
En 1968 exposa a Nova York, en la Galeria Barbisson i a Barcelona, a la Sala de Concerts i la Cabina Granados, de l'Hotel Manila. La mostra marca la línia ascendent en el tema del retrat.
Un altre esdeveniment potenciaria el seu èxit en aquest gènere. A través d'una trucada del Ministeri d'Afers exteriors, per indicació de Fraga Iribarne se li va proposar fer un retrat a la seva majestat Haile Selassie, l'Emperador d'Etiòpia. L'artista va acceptar entusiasmat, traslladant-se a Mallorca on s'allotjava. Álvaro Delgado va realitzar sobre aquest personatge 5 dibuixos i 4 olis que van suposar un gran impuls per a la seva carrera. A partir d'aquest moment, el Cos Diplomàtic i el Govern li fan encàrrecs i així comença la seva època de retrats oficials i apareix com a indiscutible en aquest camp. Els retrats de l'Emperador es van presentar en la Galeria Agorá en1969. El text del catàleg era de Luis González Robles, en aquell temps director del Museu Espanyol d'Art Contemporani, la qual cosa denota la importància de l'artista. En compensació pel treball realitzat, en 1971, és nomenat Comendador de l'Ordre de l'Estrella d'Etiòpia.
En 1970 presenta a Madrid, en la Galeria Richelieu, una exposició monogràfica de retrats. Homes de negocis, polítics, intel·lectuals, religiosos, entre d'altres, entren a formar part del seu dossier. En 1971 exposa a Madrid en el Museu Espanyol d'Art Contemporani "La crónica de La Olmeda". En 1973 ingressa, com a membre de nombre, en la Reial Acadèmia de Belles Arts de San Fernando. Llegeix el seu discurs el 16 de juliol de 1974 sota el títol "El retrat com a aventura polèmica". En la contestació al mateix, Enrique Lafuente Ferrari assenyalava que Álvaro Delgado pertany a una generació que s'ha hagut d'enfrontar als prejudicis acadèmics i als antiacadèmics. Aquest mateix any exposa a Madrid, en el Club Urbis "30 retratos" que marquen, sense lloc a dubte, una fita en el retrat espanyol del segle xx.
En 1974 presenta a Madrid, en la Galeria Columela, el seu apostolat, “Doce hombres de la Olmeda”, el Cristo i “La Guerra”. L'artista, ara aprofundeix en el coneixement de l'home al que veu com un ésser enigmàtic i contradictori. Fent seva la pregunta del gravat de Goya "Per què??, es qüestiona Per què l'home ha de construir la seva història matant, torturant, humiliant-ho o destruint al proïsme?

### Entre Navia, La Olmeda i Madrid: 1975-2011
Álvaro Delgado, després d'instal·lar-se a La Olmeda, continua visitant esporàdicament Navia. En 1975 els seus habitants van voler agrair-li la labor divulgativa nomenant-li "Fill Adoptiu". L'emotiu de la trobada li anima per adquirir casa pròpia i un estudi en l'Espín, des d'on es veu el port, les esculleres, la muntanya, el far d'Ortiguera, la desembocadura de la ria. Un conjunt de gran bellesa, que inspira moltes de les seves obres.
Des d'aquest moment tant la seva vida, com la seva obra es desdoblega entre les dues Espanyes: la humida i la seca, dos ecosistemes que per a l'artista són complementaris. En la seva primera trobada amb Astúries els llenços s'omplen de paisatges i els dibuixos són retrats d'amics. Ara aprofundeix més en l'home i el seu entorn seguint la línia iniciada en la seva "Crónica de la Olmeda". S'imposa una visió introspectiva i d'anàlisi dels comportaments de l'ésser humà, sent atractiu pel singular, així les seves obres La mujer feriante, El mendigo, El cojo de la Braña, La bruja, La vieja con paraguas, passen a ser estudis antropològics.
En 1975, l'artista, Il·lustra amb dotze litografies, sobre variacions de l'Enterrament del Comte d'Orgaz, el llibre de poemes de Rafael Alberti, d'Edició "Tiempo para la Alegría" de Rafael Casariego. En la dècada dels vuitanta, l'activitat de l'artista es desenvoluparà principalment a Astúries. En 1983 és nomenat fill adoptiu de l'Olmeda.
L'artista va sentir en aquesta època la necessitat de donar un gir a la seva temàtica. Sortir del transcendent i buscar el sentit lúdic de la vida. Va pensar a utilitzar el nu com a tema i convertir als seus vells i captaires en voyeurs. Es va endinsar en el nu prenent com a pretext el tema bíblic recollit en el llibre de Daniel sobre “Susana y los viejos”. Obra que exposarà en 1985, en el Museu Municipal de Belles Arts, de Santander i en Sala Sud.
En 1986 exposa a Sant Sebastià, en el Museu Municipal de San Telmo. El seu director, Julián Martínez, al catàleg, no dubta a considerar-li com a màxim representant de la neofiguració d'Espanya.
En 1987 neix "Ruedo Ibérico". Álvaro Delgado pren part en el grup al costat de Luis Caruncho, José Luis Fajardo, José María Iglesias, Águeda de la Pisa i Salvador Victoria, José Caballero Bonald i José Luis Morales y Marín. El que els uneix és el fet que tots vivien i treballaven a Madrid i el desig de contribuir a una millor revisió del panorama general de la pintura espanyola, i la seva difusió en l'exterior a través de mostres internacionals, on es venia observant un suport continuat a un nombre determinat de noms, amb premeditat oblit d'uns altres.
Entre els components de Ruedo Ibérico es delimiten tots els istmes que, d'una o una altra forma, han configurat el desenvolupament de la pintura espanyola. El grup va celebrar diverses exposicions col·lectives. La primera a Praga, en 1989. En 1990, a Mèxic i Marbella (Galeria Manuel Vilches). La iniciativa va explicar des del primer moment amb el suport de Agustín Rodríguez Sahagún, en aquell moment alcalde de Madrid. La seva labor al capdavant de l'alcaldia també va suposar una pilota d'oxigen per a la pintura figurativa i especialment per l'Escola de Madrid. Era un gran coneixedor d'aquest art i col·leccionista entusiasta.
En 1988 Álvaro Delgado va ser nomenat membre titular de l'Acadèmia Europea de Ciències, Arts i Lletres, a proposta de Federico Sopeña Ibáñez. Des de la seva condició d'Acadèmic de Belles Arts de San Fernando, ha estat al capdavant de la Calcografia Nacional i ha impulsat l'adscripció de personalitats de l'art contemporani, com la d'Antoni Tàpies i Puig o Chillida. En 1990 és triat Acadèmic Corresponent per Madrid de la de Reial Acadèmia de Belles Arts Ntra. Sra. de las Angustias, Granada.
El 7 de juny 1991 rep la Medalla al Mèrit Artístic de l'Ajuntament de Madrid en atenció a la seva brillant trajectòria artística. Aquest mateix any, proper a la commemoració del V Centenari del Descobriment d'Amèrica, realitza una sèrie de 20 litografies que s'editen sota el segell de Rembrandt Editions, amb el títol Un orbe nuevo. L'artista es limita a narrar la trobada entre tots dos mons, reflectint el costat positiu de l'esdeveniment històric. Quant a la tècnica pretén conquistar una llibertat cal·ligràfica que li condueix a la vora de l'abstracció. El 24 de febrer de 1995 se li concedeix la Medalla d'Or de l'Ajuntament de Madrid, que li seria lliurada pel seu alcalde, Álvarez del Manzano el 10 de maig, en el Museu de la Ciutat, on es va presentar l'exposició de l'artista "Madrid Villa y Corte".
En 1996 Álvaro Delgado obté la Medalla d'Or al Mèrit en les Belles arts. En 1997 és nomenat "Fill Adoptiu del Concejo de Valdés" i s'inaugura la Sala Municipal d'Exposicions de Ḷḷuarca, que porta el nom de l'artista. En 1998 obté el premi Baró de Forna de la Reial Acadèmia de Belles arts de San Fernando. Exposa a Còrdova en el Palau de la Mercè on presenta part de la seva sèrie “Eros y Thanatos” que a l'agost mostrarà completa en Art Santander, que li dedica la Sala d'Honor amb motiu d'haver estat guardonat l'any anterior amb la medalla d'Or. En 1999 és nomenat Soci de Mèrit de la Real Sociedad Económica Matritense de Amigos del País. Com a agraïment dona un retrat de Mariano José de Larra que va ser alumne de la Institució. Aquest any, les exposicions continuen a ritme vertiginós. A l'Edifici de l'Assemblea (Vallecas-Madrid), presenta una nova mostra monogràfica de retrats i a Oviedo, al Centre d'Art Modern Ciutat d'Oviedo la seva “Crónica Astur” que recull la història d'aquesta terra a través dels seus reis; també exposa en el Palau de la Madraza, Universitat de Granada, i en aquesta mateixa ciutat, en la Fundació Rodríguez-Acosta.

#### El Segle XXI
Entrat el S. XXI la labor d'Álvaro Delgado segueix sent reconeguda amb premis i distincions. La seva obra s'exposa dins i fora d'Espanya. En el 2002 rep la Medalla d'Honor de la Reial Acadèmia de Belles arts Santa Isabel d'Hongria de Sevilla. En el 2003 és seleccionat pel Ministeri d'Afers exteriors dins del programa “Arte español para el Exterior” i recorrerà, des de Valladolid, amb la seva sèrie “¿Por qué?” diversos països americans durant el 2004: Museu Alejandro Otero de Caracas (Veneçuela). Sala d'Exposicions del Malecón 2000 de Guayaquil (Equador); Museu Nacional d'Equador a Quito. I en el 2005 en Spanish Institute, Nova York (USA). En el 2009 rep l'Homenatge a “La Antigüedad Académica” de la Reial Acadèmia de San Fernando i en el 2011 exposa en la Fundació Díaz Caneja, com a homenatge a aquest artista, company i amic.

## Obra
L'obra d'Álvaro Delgado té com a eix la temàtica, que deixa traslluir a tot moment un especial interès per l'home i el mitjà on es desenvolupa la seva vida. És inevitable assenyalar la vivència de la Guerra Civil i les seves respectives trobades amb Navia (Astúries 1954) i La Olmeda (Madrid 1965), com a circumstàncies que han marcat la seva vida i la seva obra.

### El paisatge
El paisatge es presenta com a escenari de vivències, primer als voltants de Madrid, després en Navia i posteriorment en La Olmeda. Sobre ell projectarà els principis de l'Escola de Vallecas. Són paisatges existencialistes, on la petjada de l'home està present i mostren a través dels ritmes i el color la visió subjectiva de l'artista. En La Olmeda, la Castella plena de llum dels primers anys va cedint pas a una visió catastrofista, provocada per l'ensulsiada de la cultura agrària que cedeix davant la de l'oci, transformant el veritable sentit d'aquest paisatge. En els asturians, la curiositat de l'artista supera l'interès per la naturalesa, projectant-se sobre el desenvolupament cultural i històric d'aquestes zones. Es produeix en aquestes pintures una espècie de connexió entre el tema i problema que ens revela la postura de l'artista.

### El bodegó i l'obra animalística
Les obres referides a aquests temes mostren els objectes dels quals se serveix l'artista i els animals que integren els ecosistemes entorn dels quals gira i es desenvolupa la seva vida i la seva obra. Però també, en la seriï "Bestioles per matar", deixa reflectit el tema de la caça. Álvaro Delgado aconsegueix, a més de revitalitzar el tema, que siguin veritables documents animalístics. En la seva "tauromàquia" recull el toro i fa una parenceria de les sorts del toreig.

### Retrat i figura
Fa de l'home el centre de la seva obra, presentant-li de forma individual, com a repte i aventura, en el retrat, i de forma anònima, expressant tota la seva problemàtica, en les figures. Álvaro Delgado renova el tema del retrat, tradicional en l'art espanyol, alliberant-li de la submissió al model i de les limitacions que imposava l'ideal clàssic, per centrar-se en l'estudi psicològic dels seus personatges. En els seus llenços ha immortalitzat des de les persones més properes, a les més altes esferes del poder. Tots ells homes i dones que han deixat petjada en el seu esperit: Clarín, Camilo José Cela, Kafka, Aranguren, Unamuno, Leopoldo María Panero, José Prat, Juan Van-Halen, Haile Selassie, Benjamín Palencia, Vázquez Díaz, Irene de Holanda, Marta de Andrés, Juan XXIII, Severo Ochoa i Joan Carles I, són alguns exemples del seu ampli elenc de retrats. En el tema religiós destaquen els seus apostolats de Navia i de La Olmeda, cobrant un particular relleu la figura de Crist que contraposa al tema de la guerra, que el seu referent és Goya.
Per al nu, Álvaro Delgado, part del compromís social amb la prostitució en la seva sèrie de "rameras". Continua presentant a la dona com a objecte de desig sexual en el voyeurisme, pel qual parteix d'elements cultes, que enllacen amb el religiós en "Susana y los viejos", fins a aconseguir un caràcter lúdic. Conclou amb una estètica arcaica, remetent-nos en les seves venus prehistòriques a l'origen de la vida, misteri que acaba per associar amb el temor a la mort. Així, volent tancar el cercle de l'ésser humà, ho ha exposat en els seus treballs, que recull sota l'epígraf de "Eros" i "Thanatos".

### Estil
En Álvaro Delgado no es donen moments de ruptura estilística, sinó un procés de contínua evolució. S'ha insistit reiteradament en la seva pertinença a les escoles de Vallecas i Madrid, associant-li amb una figuració tradicional, mentre se silencia o minimitza la seva evolució posterior, constantment oberta a les aportacions dels corrents abstractes i matèriques.
En general, la seva pintura destaca per un fort domini de la tècnica, en la qual s'imposa l'estructura cubista, el valor gestual i la força del color. Encara que Álvaro Delgado també és molt reconegut per la seva renovació temàtica, en particular la del gènere del retrat. Així com per la seva forta personalitat dins dels corrents expressionistes. I és que en la trajectòria artística de Delgado, que es debat entre la figuració i l'abstracció, l'expressionisme sempre ha estat present, tant pel seu pensament compromès com pel seu caràcter vitalista.
Les obres dels primers anys (1938-1947) es caracteritzen per una figuració que enllaça tradició i modernitat. Les nombroses visites al Museu del Prado i els ensenyaments de Vázquez Díaz van fer possible aquesta conjunció. L'artista es desprèn de l'anecdòtic obrint-se a les aportacions avantguardistes de tipus neocubista, les sòlides estructures dels quals persistiran al llarg de tota la seva trajectòria artística. A aquesta manera de fer, Álvaro Delgado anirà associant el valor expressiu del color i la matèria. Les figures realitzades de forma esquemàtica en els anys de Vallecas, estan fetes a ploma mitjançant una línia fina i entretallada, que insinua les formes alhora que les confereix moviment i expressivitat. Per aquests anys utilitza amb freqüència la tècnica del dibuix i l'aquarel·la.
Entre 1947-1957 les seves obres adquireixen un caràcter figuratiu més classicista, mantenint-se lleial a la tradició i ajustant-se als cànons de bellesa plàstica que en aquells anys marcaven les línies traçades per Eugeni d'Ors en el seu Acadèmia Breu. No obstant això, s'observa en les figures una tendència a l'allargament del cànon reflectint la seva admiració per El Greco, que des de Vallecas se li presentava com a símbol de la llibertat plàstica, i alhora un acostament a Amedeo Modigliani que denota la connexió amb les avantguardes.
Els colors dels seus olis s'adapten a la gamma sòbria dels grisos, terres, blancs i negres; avivada amb alguns tocs que al·ludeixen al fauve. A mitjan anys cinquanta cobra protagonisme el verd que interpretem a conseqüència del seu acostament a Navia. La matèria s'aplica de forma copiosa i molt elaborada, a l'estil de Pancho Cossío. Abunden les veladures, transparències, capes superposades que faciliten l'esgrafiat. Quant a les composicions, les que es refereixen a paisatges, amb excepció de les aquarel·les que s'apropen al moviment fauvista, segueixen el concepte constructiu de Cézanne, determinat en part per l'adreça de la pinzellada. Les composicions de figures s'organitzen entorn d'un eix vertical, formant piràmides o estructures romboïdals. L'espai queda simplificat en presentar als seus personatges en un primer pla, individualitzats, per centrar l'interès en l'aspecte psicològic.
Entre 1957-1968 s'apropa a l'expressionisme. Aquest se li presenta com a solució, enfront del triomf de l'abstracció, permetent-li mantenir-se fidel als seus principis figuratius, enllaçar amb la tradició i connectar art i vida. Entorn de 1964, Álvaro Delgado realitza el primer apostolat de Navia, obra clau en la seva evolució, en centrar-se ara en el matèric. El retrobament amb Castella en la Olmeda 1965, deixarà la seva petjada especialment en el color imposant-se la gamma dels terra -grocs i ocres-.
De 1970-1980, Álvaro Delgado aconsegueix la seva maduresa estilística. Podem parlar d'expressionisme ple, tant en les formes com en el contingut. Gaya Nuño li inclou en la figuració desfigurada, entenent com tal aquella figuració que està molt propera a l'abstracció. Efectivament, la forma de fer desfent, de dibuixar pintant i pintar dibuixant s'imposa com a nota distintiva en el seu estil. En els bodegons és on millor s'aprecia la distorsió expressionista: els objectes s'amunteguen, s'entrellacen, o se superposen, semblen perdre's en un aparent caos, però les rígides estructures geomètriques s'imposen a força d'uns traços mestres, que dirigeixen i ordenen la composició.
Els quadres d'aquests anys, en la seva majoria, pertanyen a la "Crónica de la Olmeda" i mantenen la gamma castellana dels terra que s'incendia fins a cobrar una llum configuradora propera a Rembrandt. Prenen un aspecte d'inacabats, i és que Álvaro Delgado, en aquest afany de comunicació que li caracteritza, aconsegueix implicar a l'espectador en la conclusió de la seva obra.
Entre 1980-1987 la figuració expressionista d'Álvaro Delgado posa el seu accent en l'aspecte cromàtic. La gamma castellana ascendeix fins als tons vermells que, col·locats al costat dels verds, actuen com a complementaris potenciant la lluminositat i el dramatisme. El negre s'interposa entre el fons i les figures.
En els últims anys, Álvaro Delgado segueix tibant la corda de la figuració fent un pas més en la seva trajectòria expressionista que es manifesta en una llibertat absoluta quant a l'ús del gest i el color que arriben adquirir autonomia pròpia. El tema o el motiu passen a un segon pla, deixant-se intuir per la càrrega emocional del color o el ritme de les línies que l'artista deixa reduïts a les seves essències.
No obstant això, també s'aprecia de nou un desig de tornar a formes més fetes, a una revaloració del buit, en suma, a una depuració. Algunes figures d'aquests anys s'adapten a l'estètica del lleig, com "El cojo de La braña" o "El novio de Cari". S'ha insistit en un expressionisme proper al grup Cobra, en particular amb Karel Appel, quant al primitivisme de les figures en el deliberadament mal fet, en la força i violència del color, en el caràcter expressiu de la matèria, però aquest acostament es redueix al formal, mentre es distancia del sentit tràgic d'aquest grup, per imposar un caràcter lúdic i irònic com en els seus captaires carolingis.
L'obra pictòrica d'Álvaro Delgado per la seva extensió, per la renovació temàtica, pel seu domini de la tècnica, així com per la seva forta personalitat dins dels corrents expressionistes, ocupa un lloc destacat no només en la pintura espanyola de postguerra sinó en el panorama artístic contemporani.

## Premis
- 1954 - Premi "Ciutat Santiago de Cuba" en la Biennal d'Art Hispanoamericà de l'Havana.
- 1955 - Gran Premi en la Biennal d'Art Mediterrani d'Alexandria.
- 1960 - Primera Medalla de dibuix en l'Exposició Nacional de Belles Arts.
- 1961 - Medalla d'Or en el XI Saló de Gravat.
- 1991 - Medalla al Mèrit Artístic de l'Ajuntament de Madrid.
- 1995 - Medalla d'or de la Vila de Madrid.
- 1996 - Medalla d'or nacional al Mèrit en les Belles Arts 12.[17]

## Museus i Col·leccions
- Museu Nacional Centre d'Art Reina Sofia, Madrid.
- Museu de la Reial Acadèmia de Belles Arts de San Fernando, Madrid.
- Museu Municipal de Madrid.
- Museu de Belles Arts d'Astúries, Oviedo.
- Museu Jovellanos, Gijón (Astúries).
- Museu d'Art Modern i Contemporani de Santander i Cantàbria, Santander
- Museu de Belles Arts de Bilbao.
- Museu San Telmo, Sant Sebastià.
- Museu d'Art Contemporani de Toledo.
- Museu Camón Aznar, Zaragoza.
- Museu d'Art Contemporani d'Eivissa.
- Museu Zabaleta, Quesada (Jaén).
- Museu Tèxtil de Terrassa, Barcelona
- Museu de Valls, Tarragona.
- Museu de Dibuix Julio Gavín del Castell de Larrés, Sabiñánigo (Osca).
- Galeria Uffizi, Florència.
- Monumenti Musei i Gallerie Pontificie. Ciutat del Vaticà.
- Museu d'Art Modern de San Francisco (SFMOMA), San Francisco.
- Museu Lladró, Nova York.
- Museu d'Art Modern de Buenos Aires, Argentina.
- Museu d'Art de Managua, Nicaragua.
- Museu d'Art, Addis Abeba, Etiòpia.
- Museu Luis González Robles - Universitat d'Alcalá d'Henares, Madrid.
- Reial Acadèmia de la Llengua.
- Reial Acadèmia de Ciències Morales i Polítiques
- Calcografia Nacional.
- Ateneu de Madrid.
- Cercle de Belles arts.
- Centre Cultural Conde-Duque, Madrid.
- Centre Cultural Gaya Nuño, Soria.
- Col·lecció Artística de la Universitat de Valladolid.
- Congrés dels Diputats.
- Ministeri d'Agricultura, Pesca i Alimentació.
- Ministeri d'Economia i Hisenda.
- Ministeri d'Educació i Cultura.
- Ministeri de Justícia i Interior.
- Ministeri de Foment
- Presidència del Govern.
- Assemblea de Madrid.
- Ajuntament de Madrid. Galeria dels Alcaldes.
- Ajuntament de León.
- Ajuntament de Gijón (Astúries).
- Col·lecció AENA.
- Col·lecció Telefónica.
- Col·lecció Argentaria.
- Col·lecció Central-Hispano.
- Col·lecció Caixa Duero.
- Col·lecció Caixa Espanya.
- Col·lecció BBVA.

## Exposicions

### Exposicions individuals
- 1945 - Galeria Clan, Madrid, (aquarel·les), 6 de maig.
- 1947 - Museu Nacional d'Art Modern, Madrid, del 9 al 24 de juny.
- 1948 - Galeria Buchholz, Madrid, (olis), de l'1 al 15 de febrer.
- 1949 - Galeries Laietanes, Barcelona, (olis i aquarel·les), del 9 al 22 d'abril.
- 1950 - Museu Nacional d'Art Modern, Madrid, (olis), del 14 al 28 de març.
- 1953 - Galeria Estilo, Madrid, del 14 al 27 de febrer.
- 1954 - Galeria Illescas, Bilbao. Galeria Sud, Santander, del 2 al 12 de juny.
- 1955 - Galeria Biosca, Madrid.Galeria Alfil, Madrid, (aquarel·les i dibuixos), del 9 al 23 de desembre. Ayax Entreprises, Nova York
- 1956 - Palau de Revillagigedo, Gijón. Real Institut de Jovellanos, Gijón.
- 1957 - Caixa d'Estalvis d'Astúries, Galeria Benedet i Noguera d'Oviedo.
- 1958 - Galeria Biosca, Madrid, de l'1 al 15 de febrer. Sala Llibres, Zaragoza.
- 1959 - Sala Gaspar, Barcelona.
- 1960 - Galeria Mayer, Madrid.
- 1961 - Ateneu Madrid. Galeria Moretti, Montevideo. Escola de Belles arts de Sant Eloy, Salamanca. Galeria Biosca, Madrid
- 1962 - Sala Sant Jordi, Madrid.
- 1963 - Sala Aranaz Darras, Sant Sebastià.
- 1965 - Galeria Kreisler, Madrid.
- 1968 - Galeria Barbizón, Nova York.
- 1969 - “Retrats de l'Emperador Haile Selassie d'Etiòpia”, Galeria Agorá, Madrid.
- 1970 - Galeria Richelieu, Madrid.
- 1971 - Museu Espanyol d'Art Contemporani, Madrid.
- 1972 - Galeria Sud, Santander. Galeria Castella, Valladolid.
- 1973 - "30 retrats per Álvaro Delgado", Club Urbis, Madrid. Galeria Valle Ortí, València.
- 1974 - "Dotze homes de l'Olmeda i el Crist. La Guerra ", Galeria Columela, Madrid.
- 1976 - Caixa d'Estalvis d'Alacant i Murcia, Alacant, del 23 d'abril al 22 de maig.
- 1977 - Sala d'Art Maese Nicolás, León.
- 1978 - Galeria Ignacio Lassaletta, Barcelona.
- 1979 - Galeria d'exposicions del Banco de Granada, Granada
- 1980 - “Exposició Antològica”, Caja de Ahorros de Asturias. “Les trobades”, Galeria de la Mota, Madrid.
- 1981 - Galeria La Kabala, Madrid.
- 1985 - Museu Municipal de Belles arts, Santander.
- 1986 - Museu Municipal de San Telmo, Sant Sebastià. Palau de Garci-Grande, Caja Salamanca y Soria, Salamanca. Sala d'exposicions del CAMPZAR, Zaragoza.
- 1991 - Galeria Alfama, Madrid. Galeria Castilla, “Un Orbe Nuevo”.
- 1992 - Galeria Espalter, Madrid.
- 1994 - Caixa Salamanca i Soria. Itinerant i Galeria Rafael, Valladolid.
- 1995 - “Exposició Homenatge amb motiu de la concessió de la Medalla d'Or de la Vila de Madrid”, Museu de la Ciutat, Madrid. Sala del Banc Bilbao-Biscaia, Barcelona.
- 1996 - "Álvaro Delgado, una altra visió un altre pols", Sala d'Exposicions de la Junta de Castella i Lleó, León.
- 1997 - “Exposición Homenaje”, (Fill Adoptiu de Valdés), Valdés-Ḷḷuarca (Astúries).“Tardor cultural. Retrats”, Sala del Baixador dels Reáles Alcázares de Sevilla”
- 1998- Diputació de Còrdova (Palacio de la Mercè), Còrdova. Palacio Almudí, Murcia. Ajuntament (El Polvorí de la Ciutadella), Pamplona. Sala d'Honor d'ARTESANTANDER, Santander.
- 1999 - “Iconografía de la memoria”, Assemblea de Madrid, Vallecas, Madrid. “Crónica Astur”, Centre d'Art Modern, “Ciudad de Oviedo”, Oviedo. Palacio de la Madraza, Universitat de Granada, Granada. Fundació Rodrigue-Acosta, Granada.
- 2000 - Círculo de Bellas Artes, Madrid
- 2001 - Galeria Madrid-Berlín, Berlín.
- 2002 - Centro Cultural Conde Duc, Madrid
- 2003 - Sala de la Passió, Valladolid. Sala Leandro Navarro, Madrid.
- 2004 - Museu Alejandro Otero, Caracas (Veneçuela). Sala d'Exposicions del Dic 2000 de Guayaquil (Equador). Museu Nacional d'Equador a Quito.
- 2005 - Spanish Institute, Nova York (USA). Bacus Herrero, Oviedo
- 2007 - Palacio Pimentel, Diputació de Valladolid.
- 2008 - Museu Luis González Robles, Alcalá d'Henares (Madrid)
- 2009 - Sala d'Exposicions Palau de la Isla, Burgos. Fundació Institut Castellà i Lleonès de la Llengua.
- 2011 - Fundació Díaz Caneja, Palencia.

### Exposicions Col·lectives
- 1944 - “IV Exposició Nacional d'Estampes de la Passió”, Museu Nacional d'Art Modern, Madrid,
- 1945 - "La Jove Escola Madrilenya", Galeria Buchholz, Madrid.
- 1947 - “Exposició d'Art Espanyol Contemporani”, Buenos Aires (Argentina). Acadèmia Breu de Crítica d'Art. Quart Saló dels Onze, Museu Nacional d'Art Modern, Madrid.
- 1949 - “Les XI millors obres d'art”. Cinquena Exposició Antològica de l'Acadèmia Breu de Crítica d'Art. Galeria Biosca, Madrid. Galeria Velázquez, Buenos Aires, Argentina.
- 1950 - “Exposició d'Art Español”, el Caire, Egipte. XXV Biennal de Venècia.
- 1951 - "Exposició de pintors espanyols contemporanis a París".
- 1954 - Exposició II Biennal Hispanoamericana, l'Havana. Exposició Nacional de Belles arts. Buenos Aires, Argentina. Lisboa, Portugal.
- 1955 - I Biennal d'Art Mediterrani, Alexandria. "Exposició Homenatge a Eugeni d'Ors", Museu d'Art Modern, Madrid.Tercera Biennal Hispanoamericana d'Art, Barcelona.
- 1956 - "Exposició de Pintura Espanyola Contemporània", Beirut, Damasc, Bagdad, Amman, Jerusalem, el Caire, Ankara, Istanbul i Atenes.
- 1957 - Exposició Nacional de Belles arts.
- 1958 - "L'Escola de Madrid”, Cercle de Belles arts, Madrid.
- 1959 - “VI Biennal de Sao Paulo”.
- 1960 - "Exposició Nacional de Belles arts", Barcelona.
- 1961 - Peintres Contemporains d´Espagne. Maison de la pensée française, París. “XI saló de Gravat. Homenatge a Madrid en l'IV Centenari de la seva Capitalitat”, Madrid.
- 1962 - “Cinc Pintors Espanyols a Londres”. Patrocinada per la Secció de Món Àrab de la Direcció general de relacions Culturals del Ministeri d'Afers exteriors. Palacio de Santa Creu. Madrid. “I Exposició del Cicle el paisatge Español. L'Escola de Madrid”, Aula Plàstica, Servei Nacional d'Educació i Cultura. Sala de la Societat d'Amics de l'Art, Madrid. "L'Escola de París: pintors de la realitat", Galeria Charpentier, París, França.
- 1963 - Exposició de Pintura Espanyola, Mèxic. "Art d'Amèrica i Espanya" Antic Hospital de Santa Creu, Palacio de la Virreina Barcelona. VII Biennal de Sao Paulo. “Pintura abstracta espanyola", Hotel JACK Tar, San Francisco.
- 1964 - “XXV Pintors Espanyols”, Roma."Fira Mundial de Nova York. Pavelló espanyol". XXXIII Biennal de Venècia.
- 1965 - Primera Biennal d'Art Contemporani Español. París. “Artistes Guardonats amb la Primera Medalla en les Exposicions Nacionals”, Cercle de Belles Arts, Madrid.
- 1966 - Galeria de la Muntanya, Santa Bàrbara (Califòrnia).
- 1971 - "Homenatge a Eugeni d'Ors i els seus salons dels Onze de l'Acadèmia Breu de Crítica d'Art", Club Urbis, Madrid.
- 1972 - Palau de Belles arts, Organitzada per l'Ambaixada d'Espanya, Institut Dominicà de Cultura Hispànica i la Direcció general de Belles arts, República Dominicana.
- 1974 - Art Spagnol d´aujourd´hui", Museu Real de Belles Arts, Brussel·les (Bèlgica).
- 1976 - "Exposició Homenatge a Víctor Ballo", Sala Libros, Zaragoza.
- 1979 - FIAC 79, Art Comtemporain, Grand Palais, París.
- 1982 - "Homenatge a Vázquez Díaz", Museu Municipal, Madrid.
- 1984 - "Homenatge als pintors de la Reial Acadèmia de Belles Arts de San Fernando. Exposició inaugural", Galeria d'Art Alfama, Madrid. Escola de Vallecas (1927-1936, 1939-1942), Centre Cultural Alberto Sánchez, Madrid,.
- 1985 - "Artistes a Madrid", Centre Cultural Conde Duque, Madrid.
- 1986 - "Naturalezas españolas", Centre d'Art Reina Sofia, Madrid.
- 1987 - Escola de Vallecas 1927-1936, 1939-1942, Centre Cívic, Vallecas-Vila, (Madrid).
- 1988 - Six Contemporary Spanish Masters, Lladró art Gallery, NEW YORK.
- 1989 - "Escuela de Vallecas", Centre Cultural Conde-Duque, Madrid. "Ruedo Ibérico", Palau de la Cultura, Praga.
- 1990 - "La Escuela de Vallecas y la nueva visión del paisaje", Centre Cultural de la Vila, Madrid. "Exposició Antològica, Escola de Madrid", Sala d'Exposicions Casa de la Muntanya. "Madrid l'Art dels 60", organitzada per la Direcció general de Patrimoni Cultural de la Conselleria de Cultura de la Comunitat, Sala d'Exposicions de la Comunitat, Madrid. "Arena Ibèrica", Museu de la Ciutat, Mèxic D. F.
- 1991. "Ruedo Ibérico", Centre Cultural de la Vila, Madrid. "L'Escola de Madrid", Centre d'Exposicions i Congressos, Zaragoza, del 21 de febrer al 23 de març.
- 1992 - Madrid Pintado", Amb motiu de la Capitalitat Cultural de la Vila i Cort, Museu Municipal, Madrid. "Artistes a Madrid", Pavelló de la Comunitat de Madrid, Expo 92, Sevilla.
- 1993 - "El color de les Avantguardes. Pintura espanyola contemporània (1950-1990)" Fundació Argentaria. Exposició itinerant, (1993-1994). "Art per a després d'una Guerra?", Sala de Plaça d'Espanya, Conselleria de Cultura.
- 1995 - Exposició del Patrimoni Artístic de la Universitat de Valladolid, Saló Renaixement, Palacio Santa Creu, Valladolid. "Primera Trienal d'Art Gràfic. L'Estampa contemporània", Palau de Revillagigedo, Gijón, del 5 d'octubre al 10 de desembre. "Figuracions espanyoles del segle XX", promoguda per la Fundació Central Hispà". Itinerant.
- 1996 - "Homenaje a Álvaro Delgado, XII cita con el dibujo", Galeria Alfama, Madrid, febrer. "Homenatge a Gerardo Diego", Centre Cultural La Vila, Madrid.
- 1997 - "Arte Vivo", Reial Acadèmia de Belles Arts de San Fernando, -Madrid.
- 2009 - "El Arte en la Palabra", Edifici de les Corts de Castella i Lleó, Valladolid.